# کالای رنگرزی
کالای رنگرزی در تعریف به ماده‌ای می‌گویند که هدف فرایند رنگرزی است و عملیات رنگرزی جهت رنگ کردن آن انجام می‌گیرد. کالای رنگرزی یا به عبارتی کالای نساجی، به سه ظاهر مختلف می‌تواند وجود داشته باشد که عبارتند از الیاف، نخ، پارچه.
فرایند رنگرزی برای هر سه شکل الیاف، نخ و پارچه انجام می‌گردد. در مهندسی نساجی، الیاف به دو گروه الیاف آب دوست و الیاف آب گریز(ضد آب) تقسیم می‌شوند، الیاف آب دوست به دو زیرگروه الیاف سلولزی یا گیاهی (مثل: پنبه، کتان) و الیاف پروتئینی یا حیوانی (مثل: مو، پشم و ابریشم) طبقه بندی می‌شوند، الیاف آب گریز یا الیاف مصنوعی نیز به سه زیرگروه استات‌ها، آکریلیک‌ها و نایلون‌ها رده بندی می‌شوند.